# 제니퍼 개러이스
제니퍼 개러이스(Jennifer Gareis, 1970년 8월 1일 ~ )는 미국의 배우이다.

## 출연 작품
- 미스 에이전트 - 지나 역
- 베로니카 마스